# Politiezone Grensleie
De politiezone Grensleie (zonenummer 5455) is een Belgische politiezone, die bestaat uit de West-Vlaamse gemeenten Ledegem, Menen, Wevelgem behorende tot het gerechtelijk arrondissement Kortrijk.